# BL Bootis-variabel
BL Bootis-variabeln (BL Boo) är en sällsynt typ av pulserande variabel som liknar cepheidvariabler, men har inte samma samband mellan periodicitet och ljusstyrka. Perioden påminner om RR Lyrae-variablernas, men är mycket ljusare än dessa. Variabeltypen kallas även ”anomal cepheid”. Stjärnorna är metallfattiga och har massor som inte är mycket större än solens, i genomsnitt 1,5 solmassor. Variabeltypen befinner sig i HR-diagrammet mellan typ I klassiska cepheider och typ II cepheider.
Ursprunget för dessa stjärnor är osäkert, men tros möjligen härröra från sammanslagningen av två stjärnor.

## Prototypstjärnan
Prototypstjärnan, BL Bootis är en stjärna i södra delen av stjärnbilden Björnvaktaren. Den varierar mellan visuell magnitud 14,45 och 15,10 med en period av 0,8213010 dygn eller 19,71122 timmar. Den är belägen 4 bågminuter från mitten av, och antas ingå i, den klotformiga stjärnhopen NGC 5466.
Ljusvariationerna hos BL Bootis noterades första gången 1961 av den ryska astronomen Nikolaĭ Efimovich Kurochkin, som gav den variabelbeteckning. Han antog att den var en förmörkelsevariabel. Den ansågs senare av T. I. Gryzunova (1971) vara en RR Lyrae-variabel.
Robert Zinn bekräftade att BL Bootis ingår i NGC 5466 och fann att den var för blå för att vara en RR Lyrae-variabel. Han gav den namnet V19 i stjärnhopen.
Detaljerad undersökning av BL Bootis spektrum med Keck-1-teleskopet vid WM Keck-observatoriet visade att dess effektiva yttemperatur är ca 6 450 K vid lägsta magnitud. Observationer visade också att den kemiska sammansättningen överensstämmer med åldrande metallfattiga population II-stjärnor och därmed ifrågasatte ursprunget till följd av stjärnsammanslagning. Radialhastigheten är därtill långsammare än man kan förvänta sig om stjärnan tillkommit genom en sammanslagning.